# (31061) Tamao
(31061) Tamao est un astéroïde de la ceinture principale.

## Description
(31061) Tamao est un astéroïde de la ceinture principale. Il fut découvert le 10 octobre 1996 à Kuma Kogen par Akimasa Nakamura. Il présente une orbite caractérisée par un demi-grand axe de 2,98 UA, une excentricité de 0,05 et une inclinaison de 1,3° par rapport à l'écliptique.

## Compléments